# Роганский жилмассив (Харьков)
Роганский жилмассив — спальный район в восточной части города Харькова. Расположен в Индустриальном районе.
Включает в себя микрорайоны:
- Южные Пятихатки (759 и 759А микрорайон);[1][2]
- Солнечный (761 микрорайон);
- Горизонт[3]

Жилмассив расположен в непосредственной близости к крупнейшему в городе тракторозаводскому промышленному району. Здесь в основном живет население, связанное с предприятиями, организациями и учреждениями этого района.

## Транспорт
Жилмассив соединяют с другими районами Харкова несколько троллейбусные маршруты 45, 46, 51, 52, 53, 59.

## История
На нынешнем месте жилмассива с 1930 и в годы Второй мировой войны располагался военный аэродром — Рогань (аэродром), который в послевоенное время был аэродромом Харьковского военного училища летчиков имени С. И. Грицевца. Закрыт в 1972 году.
Идея построить жилмассив возникла в 1970-х. И изначально планировалось построить 4 микрорайона
Застройка высотными домами (9,12 и 16 этажей) осуществлена в 1980-х годах, начиная с улицы Сергея Грицевца. Тогда было построено микрорайон 759 и 759-А (Южные Пятихатки)
А в начале 1990-х годов началась застройка микрорайона Горизонт.